# Liwan (Guangzhou)

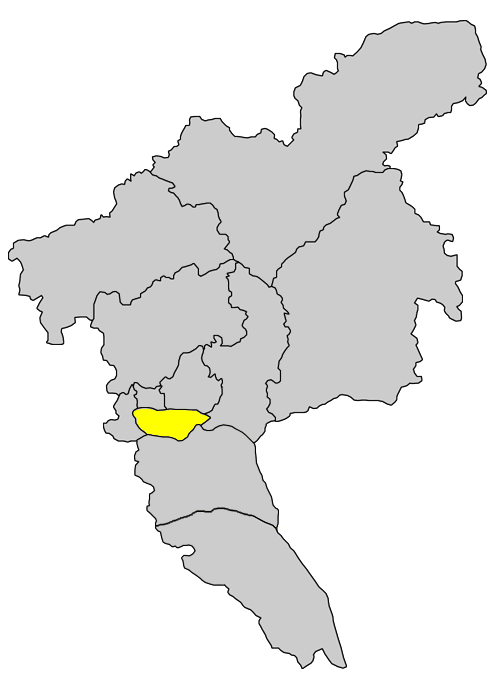
Lage des Stadtbezirks Liwan innerhalb der Stadt Guangzhou

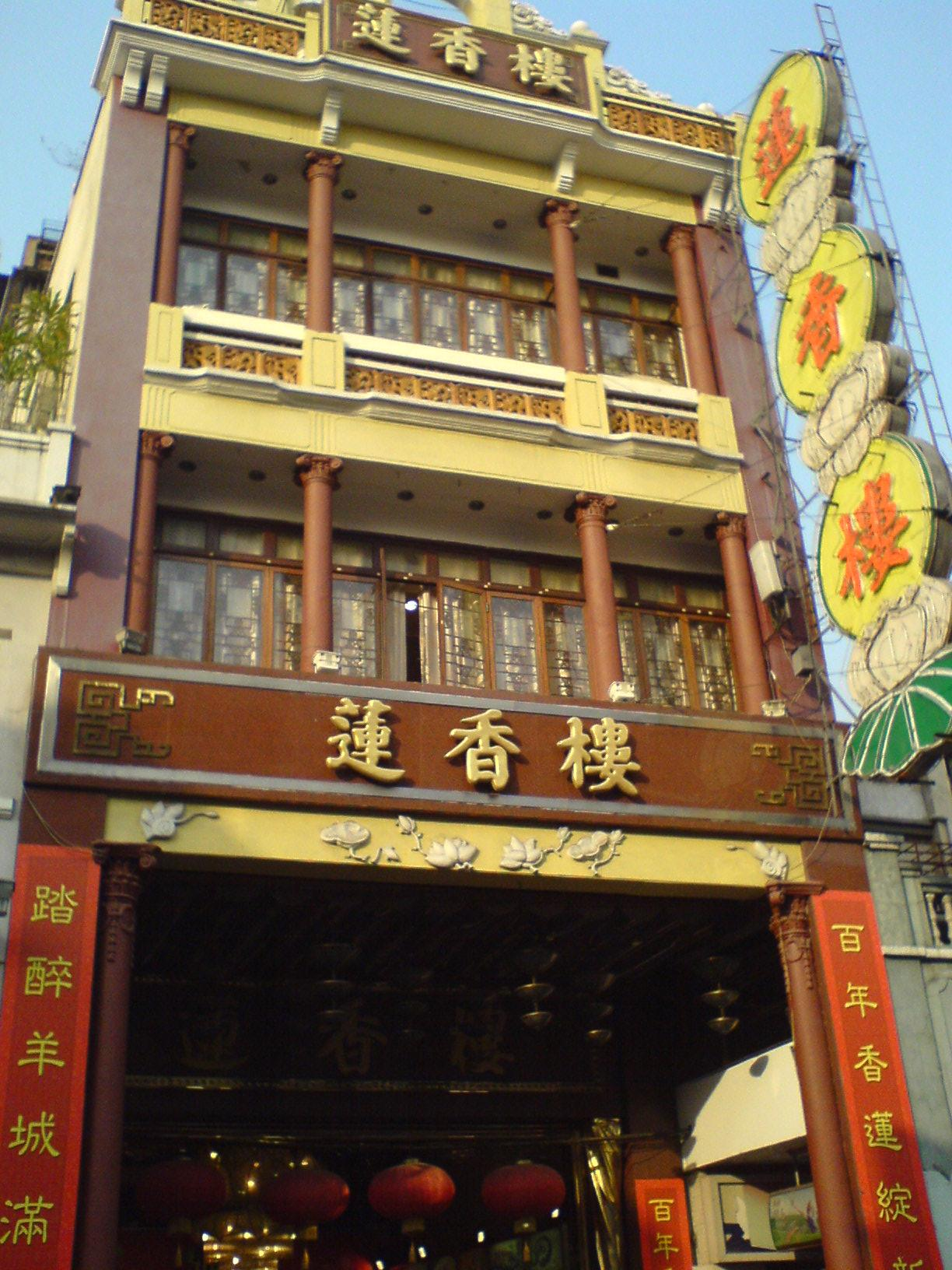
Gebäude in der Fußgängerzone von Liwan

Der Stadtbezirk Liwan (荔灣區 / 荔湾区,  Lìwān Qū, Jyutping Lai6 Waan1 Keoi1) ist ein Stadtbezirk in der chinesischen Provinz Guangdong. Er gehört zum Verwaltungsgebiet der Unterprovinzstadt Guangzhou (Kanton).
Die Fläche beträgt 59,1 Quadratkilometer und die Einwohnerzahl 1.238.305 (Stand: Zensus 2020).
Der in Liwan gelegene Ahnentempel der Familie Chen (陈家祠堂, Chen jia citang, can4 gaa1 ci4 tong2) und das Alte Zollhaus von Kanton (粤海关旧址, Yuehaiguan jiuzhi, jyut6 hoi2 gwaan1 gau6 zi2) stehen auf der Liste der Denkmäler der Volksrepublik China.